# Margit István

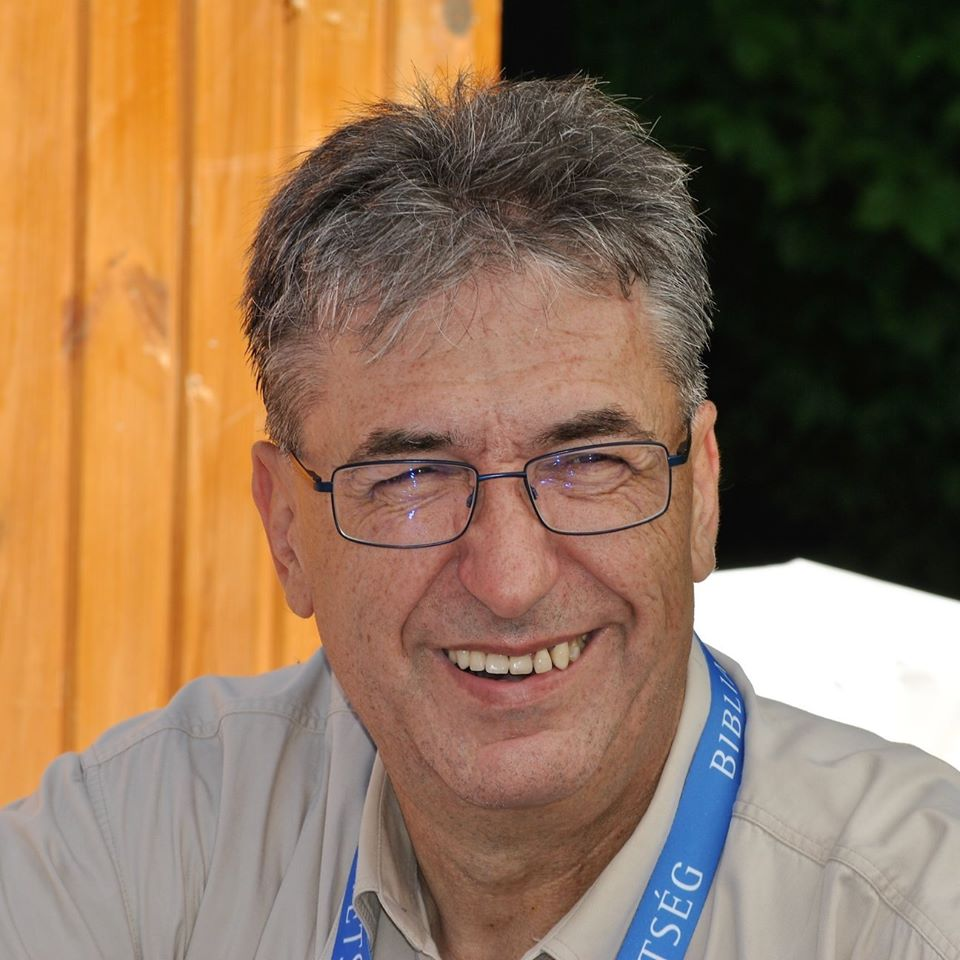

Margit István (Bácsfeketehegy, 1960. október 20. –) egyházi író, szerkesztő, helytörténész

## Élete
Iskoláit szülőfalujában, majd Kishegyesen és Topolyán végezte, ez utóbbi helyen érettségizett 1979-ben. Az Újvidéki Egyetem Bölcsészettudományi Karának Magyar Nyelv és Irodalom Tanszékén folytatott tanulmányait követően 1983-tól Kishegyes Község Szakszolgálatának fordítója, közben a Topolya és Környéke, majd a Községi Napló c. újságok állandó munkatársa. 1985-től művelődésszervező Bácsfeketehegyen, később könyvelő ugyanitt a helyi Földműves Szövetkezetben. 1993 óta Magyarországon él, Budapesten a Ráday Gyűjtemény levéltárosa és könyvtárosa, 2000-től pedig a péceli székhelyű Ébredés Alapítvány szerkesztője, könyv- és lapkiadással foglalkozik. Különböző folyóiratokban publikál, rovatszerkesztője a Biblia és Gyülekezet c. lapnak. Producerként dokumentumfilmek és portréfilmek készítésében vett részt.
Több közegyházi tisztséget viselt: 1995-től a Torbágyi Református Egyházközség missziói gondnoka, 2006-tól pedig a Péceli Református Egyházközség missziói gondnoka, majd főgondnoka. 2003 és 2008 között az Északpesti Református Egyházmegye tanácsbírája, zsinati pótképviselő, 2009 és 2014 között az Északpesti Református Egyházmegye gondnoka, 2015 és 2020 között a Dunamelléki Református Egyházkerület Közgyűlésének tagja. 1999-től a Biblia Szövetség Egyesület Tanácsának tagja és az Ébredés Alapítvány titkára.

## Művei

### Kötetek
- A Biblia és Gyülekezet 1989-2003. évi (I-XV. évfolyam) tartalomjegyzéke (Bibliográfia), Pécel, 2004
- A társrendező (Martinidesz László lélekrajza), Pécel, 2009
- "Úrnak szolgái mindnyájan..." (A Péceli Református Egyházközség elöljárói), Pécel, 2013
- "Evangéliumot minden teremtménynek" (Magyar protestáns külmissziótörténeti olvasókönyv), Pécel, 2014
- Rövid egyháztörténet (Bibliaiskolai tankönyv), Pécel, 2017 [~Szabó Lászlóval]
- Arany a tűzben (György László péceli református lelkipásztor élete és munkássága), Pécel, 2017
- Péceli református gyűjteményi értékek (Adattár), Pécel, 2017
- Reformátorok és utódaik (Egyháztörténeti arcképcsarnok), Pécel, 2017
- "Az Isten útaiban való járás" (Péceli református arcképek), Pécel, 2021

### Gyűjteményes munkák
- A megtartó egyház (A feketicsi református gyülekezet történetéből), Újvidék, 1997
- ”Ad ébredést az Úr” (Cikkek, tanulmányok), Pécel, 2004
- 25 éves a Biblia Szövetség (Információs kiadvány), Pécel, 2014
- 30 éves a Magyar Református Presbiteri Szövetség (Ünnepi kiadvány), Budapest, 2020
- A Péceli Kör 100 esztendeje (Emlékképek, megemlékezések), Pécel, 2021
- Advent, karácsony, évutó (Rövid írások), Pécel, 2022

### Szerkesztői munkák
- Gátszakadás (Tanulmányok), Pécel, 2002
- Fiatalok fiataloknak (Vallomások, életképek, bizonyságtételek), Pécel, 2007
- Egypercesek (Hétkezdő gondolatok), Pécel, 2009
- Presbiterválasztás '2011 (Cikkek, egyéb írások), Budapest, 2011
- A kegyelem öröme (25 éves a Biblia és Gyülekezet), Pécel, 2014
- Mint élő kövek (Hogyan épüljünk fel lelki házzá?), Pécel, 2019
- Tíz év után (Református egyházi élet Pécelen 2013 és 2022 között dr. Cs. Nagy János lelkipásztori jelentéseinek tükrében), Pécel, 2023

### Kéziratok
- Akik könyhullatással vetettek... (A feketicsi református gyülekezet múltja és jelene), Budapest, 1995
- "Ne félj te kicsiny nyáj" (A Torbágyi Református Egyházközség fél évszázada), Biatorbágy, 1995
- A magyarországi és erdélyi puritánus mozgalom főbb képviselőinek életrajzi és könyvészeti adatai (Bibliográfia), Szeged, 1999
- A Presbiter 1992-2016. évi (I-XXV. évfolyam) tartalomjegyzéke (Bibliográfia), Pécel, 2017
- Protestáns adattár (Magyarországi és Kárpát-medencei protestáns egyházak, közösségek, missziói szervezetek, kiadók, valamint egyházi és evangéliumi folyóiratok, honlapok adatbázisa és válogatott címjegyzéke), Pécel, 2019
- Délvidéki református lelkipásztorok a kezdetektől napjainkig (Adattár), Pécel, 2023
- Magyar bibliafordítások és bibliakiadások (Katalógus), Pécel, 2023

## Filmjei

### Televíziós filmsorozat
- Jövőnk záloga a család (12 x 28 perc) (r. Erdős Pál) 2001

### Portréfilmek
- Dr. Pálhegyi Ferenc (r. Martinidesz László) 2006
- Dobos Károly (r. Martinidesz László) 2008

### Dokumentumfilmek
- Rendszerváltó Izsák (r. Horváth Balázs) 2005
- 1956-os forradalom és szabadságharc Békéscsabán (r. Martinidesz László) 2005
- Visszaszámlálás (r. Hajnal Gergely) 2006
- Munkástanácsok Pécsett az 1956-os forradalom idején (r. Körtési Béla) 2009
- A színjátszás harmadik útja és a hatalom (r. Szirtes András) 2009

## Díjak
- Visszaszámlálás (r. Hajnal Gergely) 2006. A Kistérségi és Kisközösségi Televíziók VIII. Szemléje, különdíj, 2007